# 棒術
棒術（ぼうじゅつ）は、
1. 日本武術において長い棒を武器とする武器術のこと。以下詳説する。
2. 沖縄の琉球古武術において、主に六尺の棒を用いる武器術。型の名称には一般に「……の棍」という呼称が使われるが、操作法自体は棒術と言い棍術とは呼ばない。
3. 中国武術においては、「棒」ではなく中央が若干太い「棍」を使用し拳法の延長としての武器術である『棍術』と称される。
4. 世界各地に棒状の武器を使用する戦闘技法が過去に存在または伝来しており、それを日本では日本武術の棒術と類似するため棒術の語をあてる。

日本武術における棒術は、主として6尺（約180cm）前後の、全て均一の太さで、磨いて滑りやすくした、断面が円形の棒を用いる武術である。直径が八分（約2.4cm）〜一寸一分（約3.3cm）のものがよく見られる。ただし流儀・流派によってはそれより長い、または短い、断面が円形でない、均一の太さではないなど様々である。両端が太く、中央が細いものは鼓棒と呼ばれる。現在4尺前後の棒を使う武術は『杖術』、さらに短い場合は『半棒術』として分けられる場合があるが、棒の長さによる呼び名は流派によって様々であり、杖術も半棒術も広義の意味では棒術の一種である。
棒の種類や材質・形態は様々で、日本に於いて『太平記』では柏木棒、樫木棒、金砕棒、鉄棒などが出現し、『義経記』では八角棒・乳切木など、特殊な形態の棒が記されている。

## 日本の棒術の由来
古くから棒術は宗教と関わりがあり、祭礼で棒術に相当するものが古くから行われている。棒は最も単純な武器の一つであるが、その起源は文献資料が剣術等に比べると少なく、よくわかっていない。アイヌ社会では制裁棒（ストゥ）が杖刑に使われており、戦闘用に鉄で補強した物を扱う棒術もあった。岡山市にある弥生時代の遺跡である南方遺跡からアイヌの制裁棒と類似した形状の棒が発見されており、古代から使われていたことは確かである。
日本では多くの流派で戦場で槍先、薙刀先を折られた時に、直ちにその柄をもって戦ったことが発端となって編み出されたという謂れが伝わっているが、槍よりも金属を使用しない棒の方が登場が早かったと推測されるため、棒術を元に槍術が発展したと考えられている。実際に多くの槍術流派では棒術が含まれている。
多くの棒術流派で『ゴホウ（五法、五方、御方）』『サシアイ（指合、差合）』『カサノシタ（笠の下）』『五輪砕（ゴリンクダキ）』『水引（ミズヒキ）』等の技法名が共通している存在することから、流派間に何らかの関連があると考えられている。

## 棒術の特徴と技法
日本の棒術の特徴としては、他国の棒術のように棒対棒も存在するが、日本の他の武術種目と同じように、剣術を仮想敵と想定して体系付けられている場合が多いことが挙げられる。また槍術・剣術・薙刀術の操法と共通項があることが多い。
柔術の流派の多くでも棒術を含んでいたり、または他流の棒術を併伝している例が多くみられる。
日本の棒術を含む総合武術の中には、その教練体系内でこの術を「間合いの操作を学ぶためのもの」と位置づけ、長物全般を扱うための基本としている例も多い（竹内流、気楽流など）。これはその総てが柄であり総てが刃となる、棒という武器の特質と深い関わりがあると言える。また身体操法の訓練にも最適とされている。講道館創始者である嘉納治五郎は修行時代に柳生心眼流の棒術やその他の棒を学んだことで効用を認め、杖術や棒術を講道館に取り入れようとしたが、失敗に終わった。

## 武士以外と棒術
棒術は手軽に手に入り、日常生活でも使用する棒を武器とするその特性上、身分、階層を問わず広く修練されており、日本各地に多くの流派が存在した。また刃物を持った相手を殺傷せずに制圧する手段として多くの捕手術流派で修練されていた。
現在でも祭礼で棒術が棒の手や棒術、棒踊り、獅子舞などと呼ばれ演じられる例が多くある。場合によっては、祭礼で演じられるが、伝承形態は武術そのものとして伝わっている例も散見される。

## 流派
- 棒術と称する流派
  - 九鬼神流（棒術・半棒術、高木流に併伝）
  - 相心流
  - 高雄流
  - 竹生島流
    - 霊山竹生嶋流（竹生島流の一派か?）

  - 椿木小天狗流
  - 無辺要眼流（諸賞流宗家が継承していた時期があったが、現在は別々に伝承）
  - 養心流
  - 古杉天神流
  - 琉球古武術

- 杖術と称する流派
  - 神道夢想流（江戸時代中期まで棒術と称していた）
  - 無比無敵流（5尺5寸だが杖術と称す。為我流派勝新流と併伝）
  - 今枝新流（杖術・短杖、今枝流より）

- 流派中に棒術がふくまれるもの
  - 浅山一伝流
    - 渋川一流（六尺棒、三尺棒、小棒。浅山一流とも。元は浅山一伝流の棒術）

  - 荒木流
  - 今枝流
    - 理方一流（杖術）
      - 初実剣理方一流（杖術）

  - 鹿島神流（棒術、杖術）
  - 香取神道流
    - 鹿島新当流

  - 貫心流
  - 北窓流（元流派は柔術流派。現在は杖術のみ不遷流に併伝）
  - トダ流系
    - 気楽流（棒術・乳切木）
    - 當田流（弘前藩伝）

  - 心月無想柳流（元は九鬼神流の棒術）
  - 水鴎流（杖術）
  - 専当一心流（杖術）
  - 関口新心流
    - 関口流富田派（小手棒、尺棒、半棒、六尺棒）
    - 渋川流
      - 広島藩伝渋川流

  - 竹内流
    - 力信流

  - 立身流
  - 長岡兼流（棒術、本来総合武術だが、棒術のみ現存）
  - 難波一甫流
  - 不変流
  - 本體楊心流（長棒、半棒。元は九鬼神流棒術）
  - 武蔵円明流（ 棍術口訣書[1]には「剣術より出でたる棒」「戦場の利益に制したるの棍術」「棍術は槍術第一の便利に教傳する処也」などと記述されており、現在も技が伝承されている）
  - 柳生心眼流（六尺棒、三尺棒、鼻捻）
  - 楊心流（本来は薙刀術や棒術を含む柔術流派。楊心流薙刀術に伝えられている半棒術が現存）
    - 鞍馬楊心流
    - 養心流

  - 柳剛流（本来は薙刀術や杖術を含む剣術流派だが、杖術のみを伝える系統がある）
  - 合気杖（合気道の杖術、四尺二寸〜五尺程度の棒を使う。会派によっては武産棒術ともいう）
  - 新体道棒術（新体道に含まれる）

その他多くの流派が棒の手、獅子舞、棒踊りや祭りの露払いとして地方に伝わっている。

## 日本以外
原始的な武器である棒や棍棒を使う武術は世界各地に存在する。
- 中国武術 - 多くの流派で棒、短棒が含まれる。また2本の短棒を使う技法も多い。
- 西洋剣術 - 刀身の根元にある切れない部分（リカッソ）を持って棒のように使う技術がある。
  - クォーター・スタッフ(quarter staff) - 欧州における棒術
- ラ・カン（英語版） - ステッキによる護身術。
  - Canne de combat（英語版） - ラ・カンによる格闘競技
- ドンガ - エチオピアに住むスルマ人の棒術。
- ナクバブカ - マサイ族の武術。2本の棒を使う棒術がある。
- ングニ棒術 - 南アフリカやスワジランドに住むングニ民族の棒術。盾を併用し短槍を使う技法もある。
- マトラグ - アルジェリア発祥の棒術。スポーツとしても行われている。
- タフティーブ - エジプトの棒術。観光客向けに演武が披露されており、ベリーダンスにも取り入れられている。
- カプ・クイアルア - ハワイの武術。2本の棒や櫂など多彩な棒を使う武器術が発達している。
- マタルア - マオリ族の棒術。タイアハと呼ばれる穂先を加工した棒を用いる。
- クラビー・クラボーン - タイに伝わる総合武術。クラボーンと呼ばれる2m前後の棒を用いる。
- シラット - 東南アジアの武術。棒や棍棒のほか、竹竿を使う技術もある。
- エスクリマ - フィリピンの武術。棒術の他、2本の短棒を使う技術などがある。
- カラリパヤット - インド南部に伝わる武術。棒術が含まれる。
- シランバム（英語版） - インド南部に伝わる総合武術。現代では棒術のみが伝承されている。